# 碘酸镧
碘酸镧是一种无机化合物，化学式为La(IO3)3。

## 制备
碘酸镧可以由La3+盐和碘酸钾或碘酸铵反应，沉淀得到。
La3+ + 3 IO3− → La(IO3)3↓
碘酸镧受热可以歧化分解：
10 La(IO3)3 → 2 La5(IO6)3 + 12 I2↑ + 27 O2↑